# Guerra negra
La Guerra Negra o Genocidio de Tasmania se refiere al período de conflictos entre colonos británicos y aborígenes de Tasmania a comienzos del siglo XIX. Aunque los historiadores varían en cuanto a la definición de cuándo empezó y terminó el conflicto, se entiende como la mejor fecha en el tiempo cuando es sancionada, y oficialmente declarada, la ley marcial por el gobierno colonial entre los años 1828 y 1832.
El término Guerra Negra se usa también a veces para referirse a otros conflictos posteriores entre los colonos europeos y aborígenes australianos en otros puntos de Australia continental.
Se informó de que las matanzas en masa, y mutilación de orejas de los aborígenes de Tasmania se habían producido como parte de la Guerra Negra en Tierra de Van Diemen. La precisión de algunos de estos informes fue cuestionada en la década de 1830 por la Comisión del Gobierno Británico de Investigación, encabezado por el archidiácono (más tarde obispo) William Broughton y en el siglo XX por historiadores como N. J. B. Plomley en la década de 1960. La controversia en el nuevo milenio llegó después de manos del historiador Keith Windschuttle en el año 2002, quien puso en duda la exactitud de las cuentas de las masacres y las excesivas muertes, despertando una inmensa controversia en Australia.
En combinación con los efectos epidémicos por la introducción en Eurasia de enfermedades infecciosas, ante las cuales los aborígenes de Tasmania no tenían inmunidad, el conflicto tuvo tal impacto en la población aborigen de Tasmania que se informó de que habían sido exterminados.
Pequeños grupos remanentes de los sobrevivientes de la Guerra Negra fueron trasladados a las islas del Estrecho de Bass. Sus descendientes continúan allí hoy en día, y se grapan las orejas en honor de sus antepasados mutilados. Gran parte de sus lenguas, conocimientos ecológicos locales y culturas originales se han perdido en Tasmania, quizás con la excepción de los registros arqueológicos más los registros históricos realizados en su momento.

## Definición
Las descripciones de la Guerra Negra son diferentes, que van desde una serie de pequeños conflictos y masacres a las afirmaciones de que los métodos utilizados durante los conflictos constituyen genocidio. La Guerra Negra fue uno de los muchos conflictos que se utilizan como ejemplo para definir el término genocidio, que comenzó a ser utilizado en la década de 1940.
El uso del término "guerra" a veces también se discute ya que ninguna declaración oficial de guerra se realizó, y solo el lado de los colonos estaba totalmente equipado para la guerra. Por otra parte algunos historiadores sugieren que términos tales como guerra civil, ocupación, asesinato o genocidio sería más apropiado para describir lo que pasó. Sin embargo, el nombre de Guerra Negra se ha pegado, con la inclusión del término "guerra" utilizado libremente.

## Detalles
En la medida de que la Guerra Negra nunca fue declarada oficialmente, los historiadores difieren en su datación del prolongado conflicto.

De acuerdo con James Bonwick el inicio de la Guerra Negra se da en el año 1804. El primer conflicto entre los colonos y los aborígenes se produjo el 3 de mayo de 1804. Hubo testimonios de tres sobrevivientes de lo que sucedió ese día. Se sabe que un gran grupo de aborígenes, posiblemente en un número de 300 o más, entró en la vecindad de la colonia británica. El informe oficial elaborado por el teniente Moore, el oficial al mando en ese momento, se refirió a un "ataque" de los aborígenes armados con lanzas, e indicó que dos aborígenes murieron y resultaron heridos un número indeterminado. Moore informó haber disparado una bala desde una carronada (un pequeño cañón) para 'intimidar' y dispersar a los aborígenes, pero el informe no dice si el proyectil era sólido o un bote de metralla (recipiente de metal o tela lleno de bolas de plomo o, cuando estas escaseaban, de clavos, chatarra de hierro o de plomo, alambre y otros objetos de metal similares, algo parecido a lo que hoy se llama metralla), o simplemente una carga de pólvora destinada a asustar. Por otra parte se informó que no hubo muertes por el disparo del cañón. La segunda cuenta, también registrada poco después de los acontecimientos, estaba contenida en una carta escrita por el cirujano Jacob Mountgarrett al reverendo Robert Knopwood. 

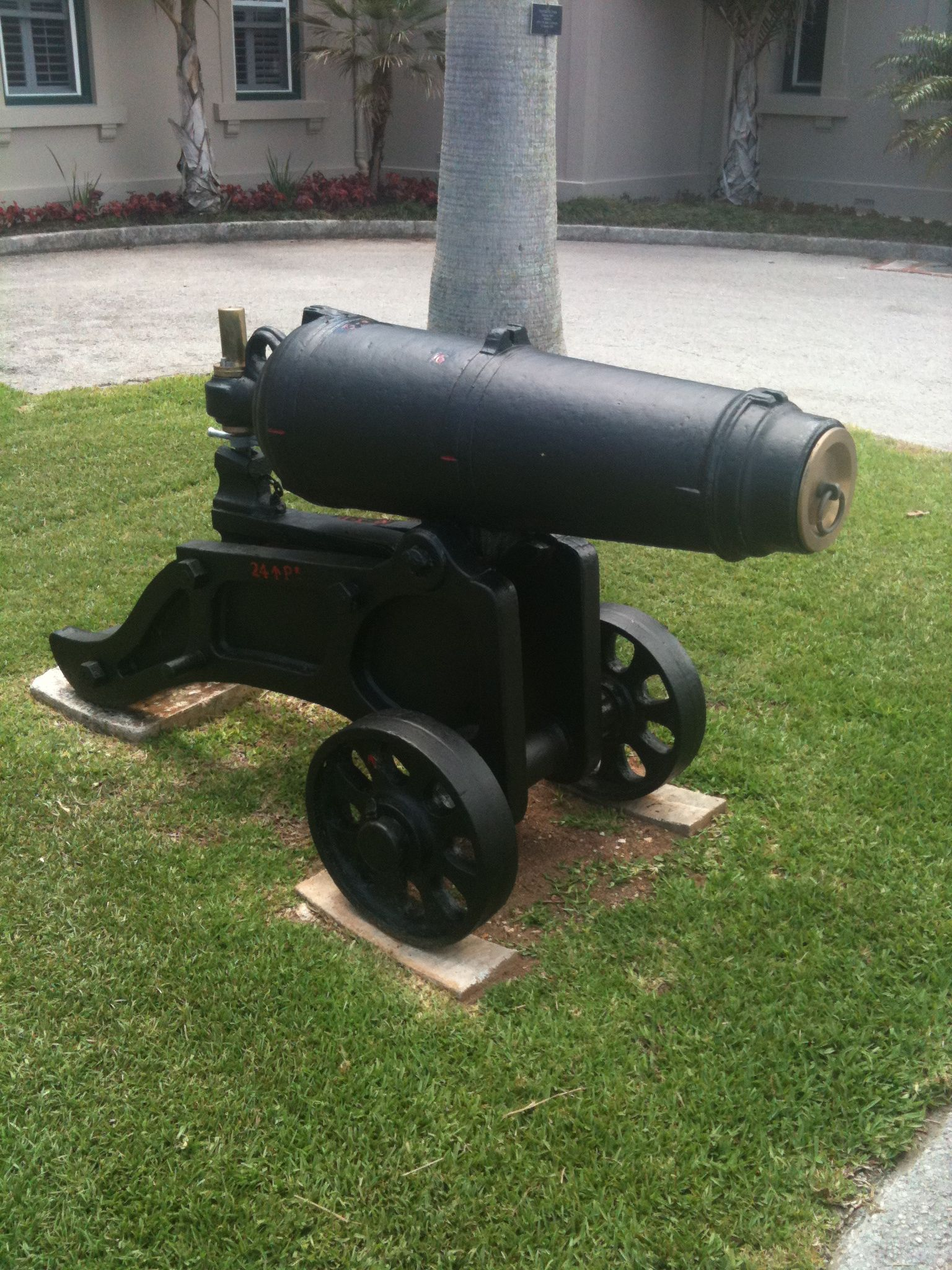
Carronada instalada en una plaza usada en la defensa de fortificaciones

La carta se refería a un ataque "premeditado" a los colonos en el que tres aborígenes fueron asesinados. Además del tiro de cañón, dos soldados dispararon los fusiles en protección de los colonos de Risdon Cove tras ser golpeados en sus fincas por aborígenes que portaban waddies (mazas de madera). Estos soldados mataron a un aborigen abiertamente, hiriendo mortalmente a otro que más tarde fue encontrado muerto en un valle. Por tanto se sabe que en el conflicto algunos aborígenes fueron asesinados y que los colonos "tenían razones para suponer que algunos más resultaron heridos, mientras que a uno le vieron alejándose sangrando". El conflicto surgió cuando, al parecer, los aborígenes descubrieron que algunos de los colonos habían estado cazando canguros. Se sabe también que un niño de 2-3 años de edad se quedó atrás en lo que fue considerado como una "retirada frente a un intento hostil a las fronteras del asentamiento". La última de las tres cuentas afirmó que "Hubo una gran parte de indígenas masacrados y heridos". Esto estaba de acuerdo con Edward White, un convicto irlandés presente en el lugar de los hechos, al hablar ante una comisión de investigación en el año 1830, después de casi 30 años, pero no sabía cuántas fueron las víctimas. Edward White, al parecer el primero en ver a los aborígenes que se acercaban, también dijo que "los nativos no me amenazaron; yo no tenía miedo de ellos; (ellos) no atacaron a los soldados; no tenían porque molestarse con ello; ellos no tenían lanzas, solo waddies", sin embargo la declaración de que no portaban lanzas es cuestionable y su afirmación necesita alguna reserva. Sus contemporáneos habían creído que el enfoque sería sobre un posible ataque por un grupo de aborígenes mucho más numerosos que los colonos de la zona y hablaron de "un ataque realizado por los indígenas", su "apariencia hostil", y "que su intención era para atacarnos a nosotros". Edward White también afirmó que los huesos de algunos de los aborígenes fueron enviados a Sídney en dos barriles, pero esta afirmación, al igual que las demás que hizo, no está corroborada por ningún otro testigo ocular. La historia temprana de Tasmania pasó después a relatar una historia sobre las hostilidades entre los colonos y los aborígenes y los conflictos esporádicos de vengativas tácticas de guerrilla por los aborígenes en los primeros años de asentamiento colonial, por lo general sobre los recursos alimenticios, los tratos crueles y la matanza de nativos, el secuestro de mujeres y niños aborígenes como parejas sexuales y sirvientes y la escalada en la década de 1820 con la expansión de la ganadería.
Otras citaban el conflicto del año 1826, cuando el periódico Colonial Times publicó un anuncio sobre la legítima defensa que reflejaba el ánimo del público de los colonos en ese momento. Esto fue publicado en unos momentos en que las relaciones entre los aborígenes y los colonos casi habían llegado a un escenario de abierta hostilidad, en parte como resultado de la usurpación de terrenos de caza de los indígenas, en parte por los tratos crueles y la matanza de los nativos por los pastores, ganaderos, salteadores y cazadores de focas y en parte por los secuestros de niños nativos. El punto de vista de los colonos parecía requerir ya el exterminio de los aborígenes o bien la retirada de sus tierras que los colonos querían poseer.

### Controversia del término
La "guerra" nunca fue declarada oficialmente, lo que ha llevado a diversas interpretaciones sobre su datación. Algunos sitúan el conflicto con el inicio de la colonización europea de la isla en 1803, alcanzando su mayor intensidad durante la década de 1820, que es el período más comúnmente referido como la guerra en sí. El final del conflicto llegó en la década de 1830, tras el fracaso de la Black line (línea negra), un sistema para mantener a los aborígenes apartados de los territorios colonizados. Los últimos aborígenes tasmanos fueron trasladados a un campamento de la isla Flinders, y los pocos supervivientes fueron posteriormente trasladados de nuevo a Oyster Cove, al sur de Hobart, en el sureste de Tasmania.
Este conflicto forma parte de las guerras históricas que llevaron a la colonización de Australia. Fue discutida con detalle por primera vez en el año 2002 en el libro The Fabrication of Aboriginal History, Volume One: Van Diemen's Land 1803-1847 de Keith Windschuttle, que cuestionaba las versiones historiográficas tradicionales y los métodos utilizados para cuantificar el número de víctimas aborígenes, afirmando que fue exagerado. El libro causó gran revuelo, pero tanto sus teorías como el método que lo apoya han sido reprobados por varios autores en publicaciones como Contra Windschuttle por S.G. Foster, Whitewash: on Keith Windschuttle's fabrication of Aboriginal history por Robert Manne, y Massacre in Tasmania? How can we know? por Lyndall Ryan, entre otros.
Aunque se reportaron muertes masivas en la entonces Tierra de Van Diemen su precisión fue cuestionada por la Comisión de Investigación del Gobierno Británico (British Government's Commission of Inquiry) dirigida por el archidiácono (más tarde obispo) William Broughton y en los años 1960 por historiadores como Brian Plomley. Las críticas continuaron posteriormente en la ya mencionada obra de Windschuttle.

### Precisiones sobre la fecha de inicio
Algunos historiadores hacen coincidir el inicio de esta serie de conflictos con el inicio de la colonización británica de Tasmania en 1803. En aquella fecha se creó el primer asentamiento europeo en la isla, que era una colonia penal.
La segunda fecha propuesta, 1826, se refiere a la publicación en el Colonial Times de un artículo llamando a los colonos a perseguir a los nativos en defensa propia. (Se han respetado las mayúsculas presentes en el artículo original.) El 1 de diciembre de 1826 el Colonial Times de Tasmania publicaba esto:

Lo decimos inequívocamente LA DEFENSA PROPIA ES LA PRIMERA LEY DE LA NATURALEZA. EL GOBIERNO TIENE QUE RETIRAR A LOS NATIVOS -- SI NO, ¡SERÁN CAZADOS COMO ANIMALES SALVAJES Y DESTRUIDOS!
Colonial Times and Tasmanian Advertiser, 1 de diciembre de 1826, n.º 552, pág. 2.

El periódico continúa argumentando que la única solución real consistiría en desalojar a los aborígenes de Tasmania y llevarlos a la "Isla King":
... No dejarán de ser obligados a cultivar patatas, trigo, capturar focas y peces y, por grados, perderán su disposición itinerante y adquirir algunos hábitos de la industria ligera, que es el primer paso de la civilización.

Sin embargo, el artículo señala también que:
"Si se envían en las costas de Nueva Holanda podrán ser destruidos. Si permanecen aquí tienen la certeza de ser destruidos. Si son enviados a la Isla King que serán sometidos a restricción, pero estarán libres de cometer o de recibir violencia y, desde luego, estamos obligados por cada uno de los principios de la humanidad a protegerlos en la medida que podamos".

Este editorial confirma el hecho de que la relación entre los colonos y los aborígenes de Tasmania se tornaron violentas y que la única solución sería colocar el tema de los aborígenes sobre una de las islas del estrecho de Bass. La editorial también advierte de que hasta que esto ocurra la violencia continuará, con los colonos procurando defenderse, lo que causaría más muertes.
La tercera fecha propuesta, 1828, coincide con la proclamación del gobernador de Tasmania, George Arthur, que expulsa a los aborígenes de todos los territorios ocupados por los colonos, autorizándoles solo a atravesarlos una vez al año para ir a pescar en las costas, provistos de un pasaporte expedido ex profeso.
Ambas declaraciones constatan una situación continúa de violencia y enfrentamientos con los nativos desde los tiempos de los primeros asentamientos coloniales.

### Declaración de la ley marcial
El gobernador George Arthur declaró la ley marcial en algunas partes de Tasmania en noviembre del año 1828 comenzó con una declaración:
"Mientras que los negros o los aborígenes nativos de la Isla vienen realizando desde hace mucho tiempo una serie de ataques indiscriminados contra diversa personas los bienes de súbditos de Su Majestad, especialmente en el último período que han perpetrado los más crueles y sangrientos actos de violencia atropellos; evidenciando una clara disposición sistemática para matar y destruir indiscriminadamente a los habitantes blancos cada vez que tienen la oportunidad de hacerlo así es presentada".
Él ordenó lo que se llamó "grupos itinerantes" para patrullar los distritos asentados y capturar los aborígenes que encontrasen, los autorizando a las patrullas disparar contra cualquier aborigen que se resistiese. Al mismo tiempo George Arthur dio instrucciones a los oficiales militares y los magistrados en la zona de que el uso de las armas debería realizarse como último recurso.

### Escalada del conflicto

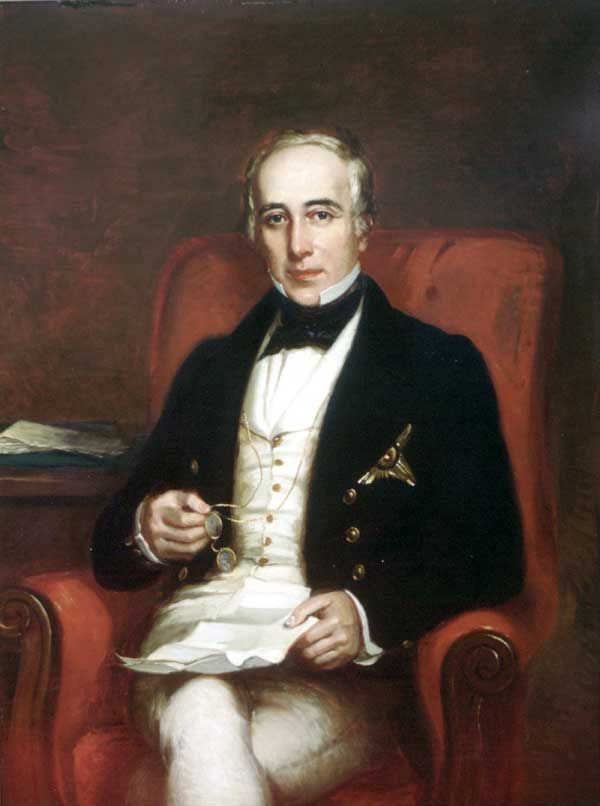
Mayor General Sir George Arthur

En febrero del año 1830, el gobierno ofreció una recompensa de 5 libras esterlinas por adulto y 2 libras por niño, por los aborígenes que habían sido capturados con vida. El 20 de agosto de 1830 la oficina del Gobernador George Arthur emitió una aclaración de que las recompensas eran solo por los aborígenes capturados mientras que participaran en la agresión de los barrios asentados y que los colonos o convictos que salieran en su búsqueda y capturasen a "nativos inofensivos en distancias remotas y sin colonizar del territorio" no recibiría recompensa alguna. En cambio, "Si, después de la promulgación de este aviso, cualquier ataque injustificado o agresión contra los indígenas fuese conocida por el Gobierno, los infractores serían inmediatamente llevados ante la justicia y castigados.”

### Línea Negra
Durante el mismo año el gobernador George Arthur pidió a cada colono varón sano, preso o libre, para formar una cadena humana, más tarde conocida como la Línea Negra, para realizar un barrido de la zona. Al igual que en la caza, más de 1000 soldados y civiles armados recorrieron los barrios asentados, desplazándose al sur y al este durante varias semanas, en un intento de acorralar a los aborígenes en la península de Tasman cerrándolos en el istmo de Eaglehawk Neck, que conecta la península de Tasmania a la del resto de la isla. George Arthur tenía la intención de que los aborígenes vivieran juntos en la península donde podían mantener su cultura e idioma. El gobierno y los historiadores consideran que la Línea Negra fue una actuación excesivamente costosa que solo consiguió capturar a unos pocos aborígenes. A pesar de que las tribus lograron evitar ser capturadas durante estos eventos, fueron sacudidos por el tamaño de las campañas en su contra y esto les llevó a una situación en la que estaban dispuestos a rendirse a George Augustus Robinson y trasladarse a la Isla Flinders.

### Rendición y reubicación

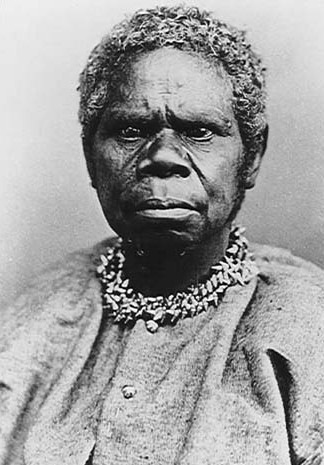
Truganini, considerada la última aborigen pura de Tasmania, de la comunidad Oyster Cove

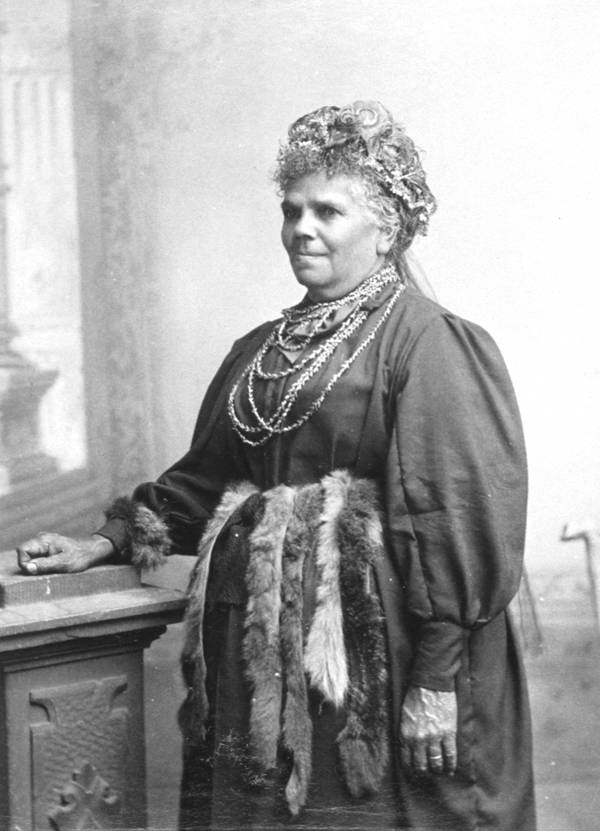
Fanny Cochrane Smith.

En gran parte gracias a los esfuerzos de George Augustus Robinson, conocido como "el conciliador", en el año 1833 unos 220 aborígenes de Tasmania fueron persuadidos de rendirse con garantías de que serían protegidos y provistos por el gobierno. En agosto del año 1834, los colonos vieron como el problema de los aborígenes se había resuelto, ya que todos menos una docena de nativos habían sido retirados de la parte continental al Establecimiento Aborigen de Wybalenna Aboriginal en la Isla Flinders. Sin embargo, el contacto con enfermedades introducidas a través de Eurasia siguieron reduciendo su número. En el año 1835 la población aborigen se había reducido a menos de 150 indígenas, de los cuales aproximadamente la mitad eran los sobrevivientes de los enviados por George Augustus Robinson a la Isla Flinders. En el año 1847 los últimos 47 habitantes que quedaban con vida en Wybalenna fueron trasladados a Oyster Cove, al sur de Hobart, en la principal isla de Tasmania.
La última mujer de pura sangre tribal de origen Palawa de la comunidad de Oyster Cove, llamada Trugernanner (a menudo traducido como Truganini), murió en el año 1876 en Hobart. En un acto que ignoraba su condición de persona y dignidad, se la miró solo como una curiosidad científica, su cuerpo fue exhumado y su esqueleto dado al Royal Society Museum en Hobart que lo tendría en propiedad durante los próximos 98 años, incluso fue expuesta al público en una vitrina hasta que en el año 1947 el sentimiento público obligó al Museo a retirar su esqueleto para guardarlo en el sótano. En el año 1976, un siglo después de su muerte, su esqueleto fue por último incinerado y sus cenizas esparcidas por los descendientes de su pueblo. En el año 1997, la Royal Albert Memorial Museum, en Exeter, regresó el collar y la pulsera de Trugernanner a Tasmania. En el año 2002, parte de su cabello y piel fueron encontrados en la colección del Real Colegio de Cirujanos de Inglaterra y devueltos a Tasmania para su entierro.
Cuando Trugernanner murió el Gobierno de Tasmania declaró que los aborígenes de la isla estaban a punto de extinguirse. Su intención era hacer comprender a todos que el problema indígena había terminado, pero el gobierno se equivocó en ambos casos. Otras mujeres aborígenes nacidas de padres de pura sangre de su tribu sobrevivieron. Por ejemplo, dos mujeres indígenas llamados Betty y Suke murieron a finales del siglo XIX en la Isla Canguro, frente a las costas de Australia del Sur, donde habían vivido la mayor parte de su vida en compañía forzada de cazadores de focas (sin embargo, la vida en Isla Canguro, no era "problema" de las autoridades de Tasmania). Fanny Cochrane Smith, nacida en el asentamiento aborigen de la Isla de Flinders, murió en el año 1905 en el Port Cygnet, Tasmania. También la comunidad aborigen de sangre mixta del grupo de las Islas Furneaux sigue constituyendo una comunidad nativa hasta la actualidad. Sin embargo, el caso de Trugernanner se utiliza para sugerir la extinción de los aborígenes de Tasmania y se enseña como un hecho en las escuelas de todo el mundo y durante mucho tiempo, incluso en Tasmania, se aceptó como tal.

## Notas de Charles Darwin

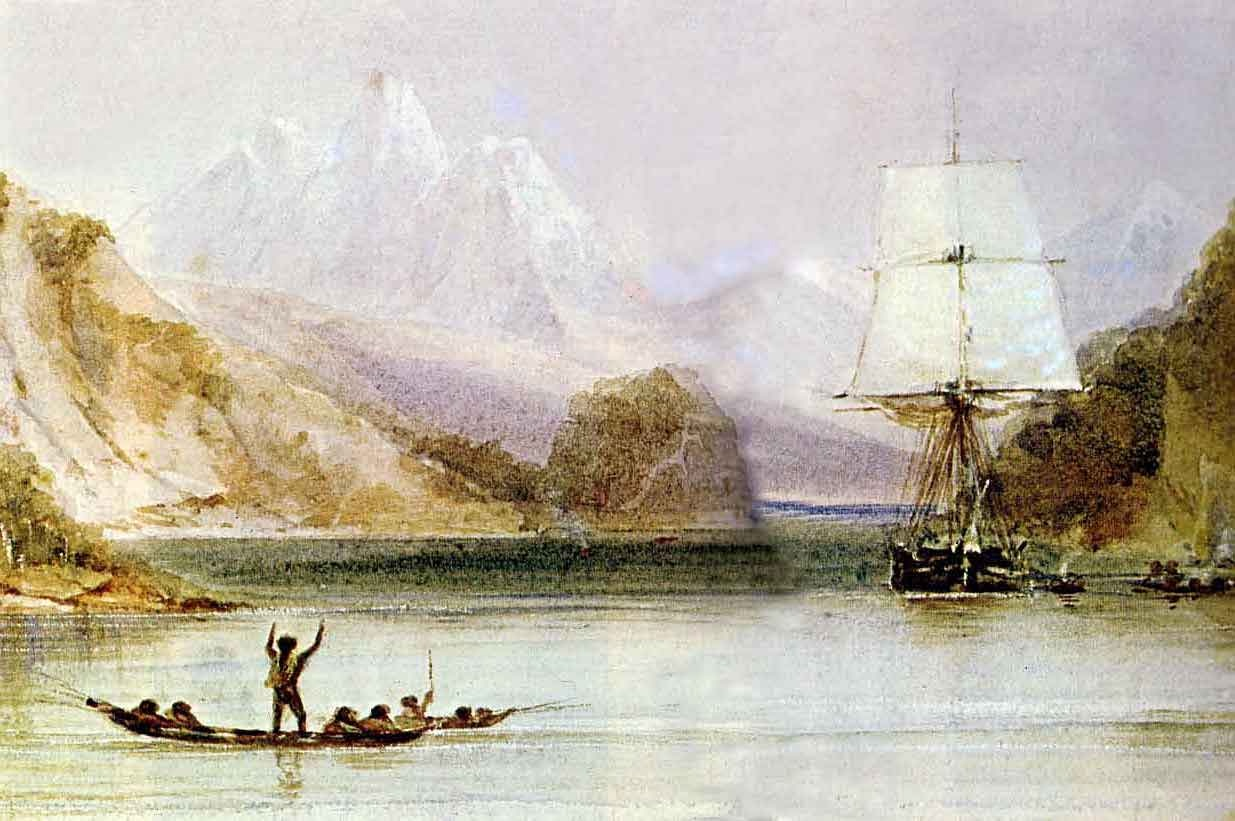
Una acuarela del dibujante de a bordo, Conrad Martens. Pintada durante la estancia en Tierra del Fuego, representa al HMS Beagle recibido por los nativos fueguinos.